# Kevin Ortega
Pour les articles homonymes, voir Ortega.
Kevin Paolo Ortega Pimentel, né le 26 mars 1992 à Callao, est un arbitre péruvien de football. Il débute en 2015 avant de devenir international en 2019.

## Carrière
Au niveau national, Kevin Ortega officie en championnat du Pérou depuis 2015, ce qui fait de lui l'arbitre le plus jeune à avoir débuté en 1re division de son pays (à seulement 23 ans). Il est désigné arbitre principal lors des finales des championnats 2021 (finale-retour) et 2023 (finale-aller).
Au niveau international, il a officié lors des Copa Libertadores 2020, 2021, 2022 et 2023 (16 matchs en tout). Il a aussi arbitré 16 matchs de Copa Sudamericana en 2020, 2021, 2022 et 2023.
Arbitre lors des JO 2020 à Tokyo (trois matchs dont la demi-finale Espagne-Japon), il est retenu dans la liste d'arbitres officiant lors de la Coupe du monde 2022 au Qatar.